# Anhaltesignalgeber

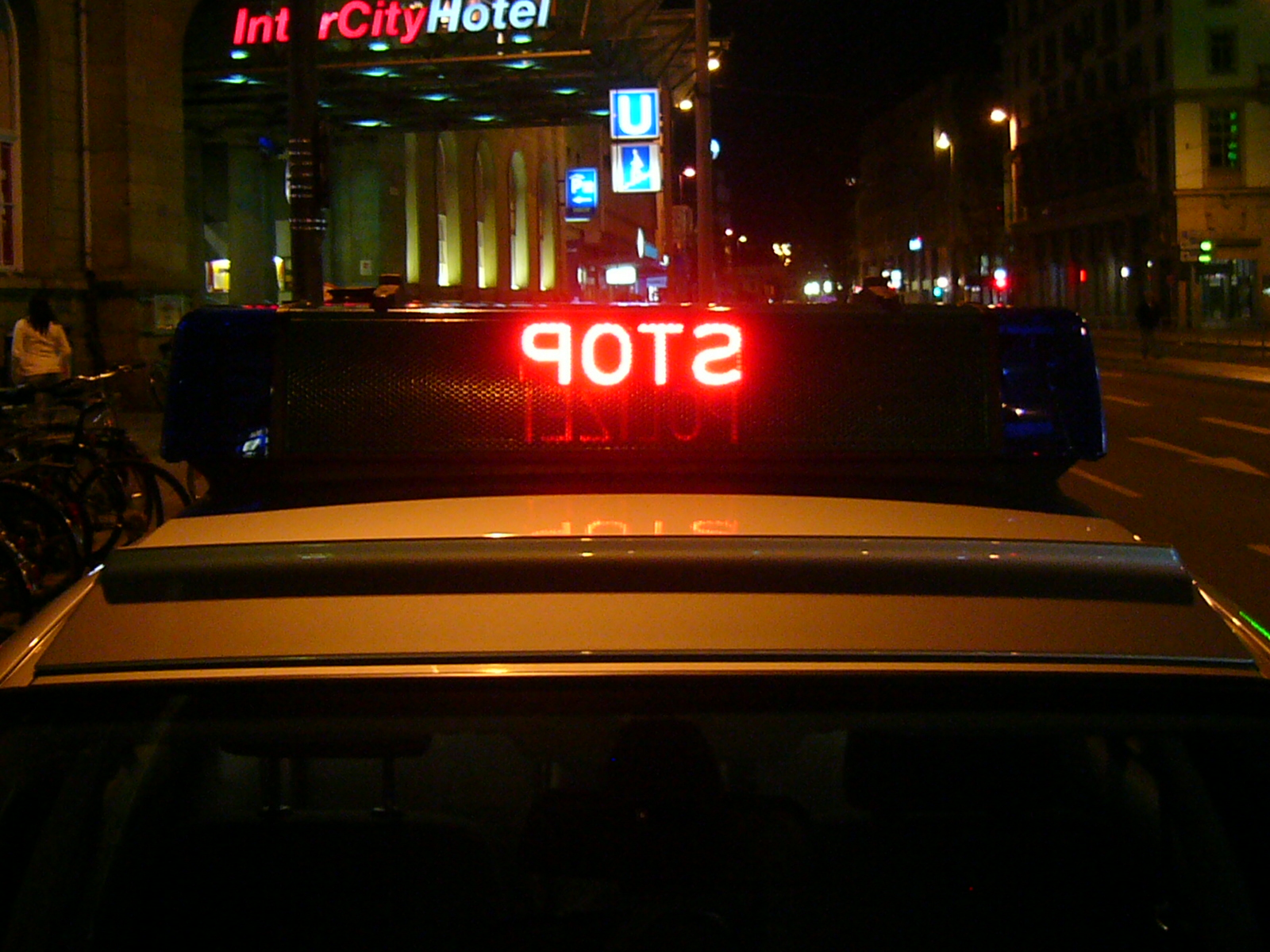
Klassischer Anhaltesignalgeber – Front (Sequenz 1)

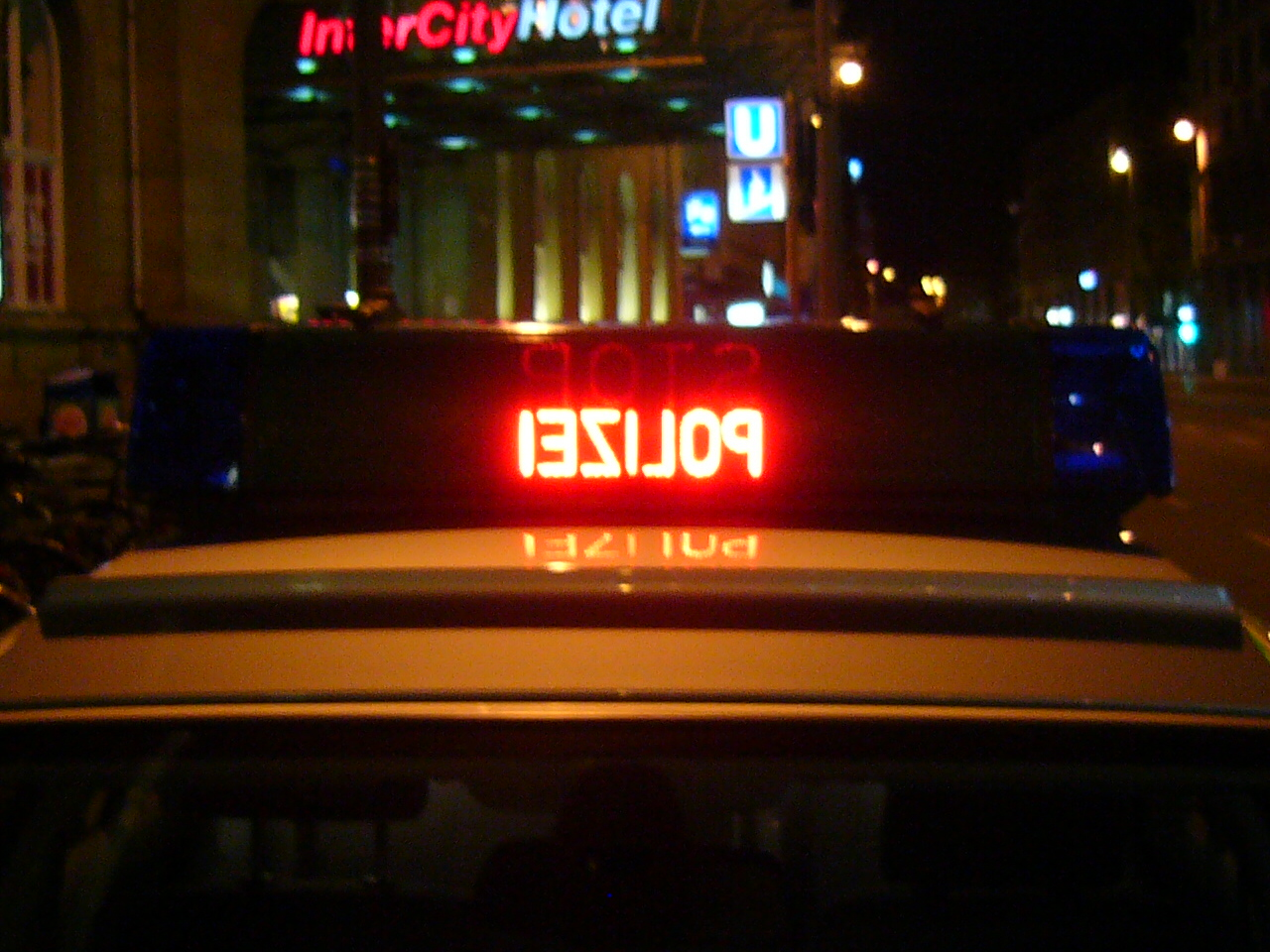
Klassischer Anhaltesignalgeber – Front (Sequenz 2)

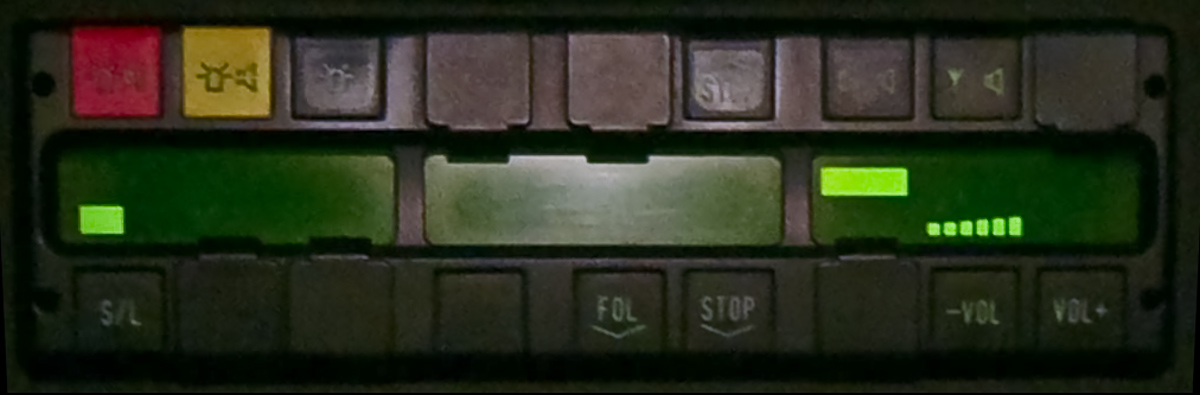
Bedieneinheit für den ASG und die optischen und akustischen Sondersignale in einem Polizeifahrzeug

## Deutschland
Ein Anhaltesignalgeber, abgekürzt ASG, ist eine lichttechnische Vorrichtung an behördlichen Einsatzfahrzeugen, mit der andere Verkehrsteilnehmer im Straßenverkehr zum Anhalten aufgefordert werden können.
Anwendung findet er bei Einsatzkräften der Polizei, der Feldjäger, des Bundesamtes für Güterverkehr (BAG) oder des Zolls zur Überprüfung des Fahrzeugführers, des Fahrzeugs, der Insassen, der Beladung, des Führerscheins, der Frachtpapiere, des Kontrollblattes, des Tachographen oder Ähnlichem, beispielsweise im Rahmen einer Verkehrskontrolle.
Der ASG besteht aus einer bestimmten Anordnung von roten, meist aus Leuchtdioden bestehenden, Lichtern, die einen Schriftzug ergeben. Der frontale ASG am Einsatzfahrzeug ist zweckmäßigerweise in Spiegelschrift gestaltet, damit ihn vorausfahrende Verkehrsteilnehmer im Innenspiegel leichter lesen kann. Die Worte wie beispielsweise „Stop“ und „Polizei“ werden alternierend angezeigt, um die Wahrnehmung zu verbessern.
Das anzuhaltende Fahrzeug kann von vorn oder von hinten durch die Aktivierung des ASG angehalten werden oder mit einer Aufforderung wie „Bitte folgen“ an einen bestimmten Ort geleitet werden, wo der Verkehrsteilnehmer dann tatsächlich angehalten wird, wenn das Einsatzfahrzeug anhält und idealerweise weitere Anweisungen mit Fahrtrichtungsanzeiger oder per Gestik, zum Beispiel per Fingerzeig, gibt.
ASG können an einem Dachaufbau, am Heck oder an der Fahrzeugfront angebracht sein. Sie ersetzen die sogenannte Winkerkelle oder Anhaltestab, die heute eher bei Standkontrollen genutzt wird. Dachaufbauten sind dabei am gängigsten.
Der ASG ist in Deutschland ausdrücklich in § 52 der Straßenverkehrs-Zulassungs-Ordnung (StVZO) als Anhaltesignal zugelassen. Jeder Fahrzeugführer in Deutschland muss aufgrund der Straßenverkehrsordnung der Aufforderung Folge leisten, da es andernfalls zu einer Verfolgungsfahrt und einer Fahndung kommen kann. Zusätzlich werden bei Nichtbeachtung Bußgelder fällig.
Im August 2013 wurde zusätzlich ein nach vorne wirkendes rotes Blinklicht sowie ein Anhaltehorn als Anhaltesignalgeber mittels StVZO in Deutschland zugelassen.
Für das Anhalten durch das BAG und die Feldjäger gelten besondere Vorschriften.

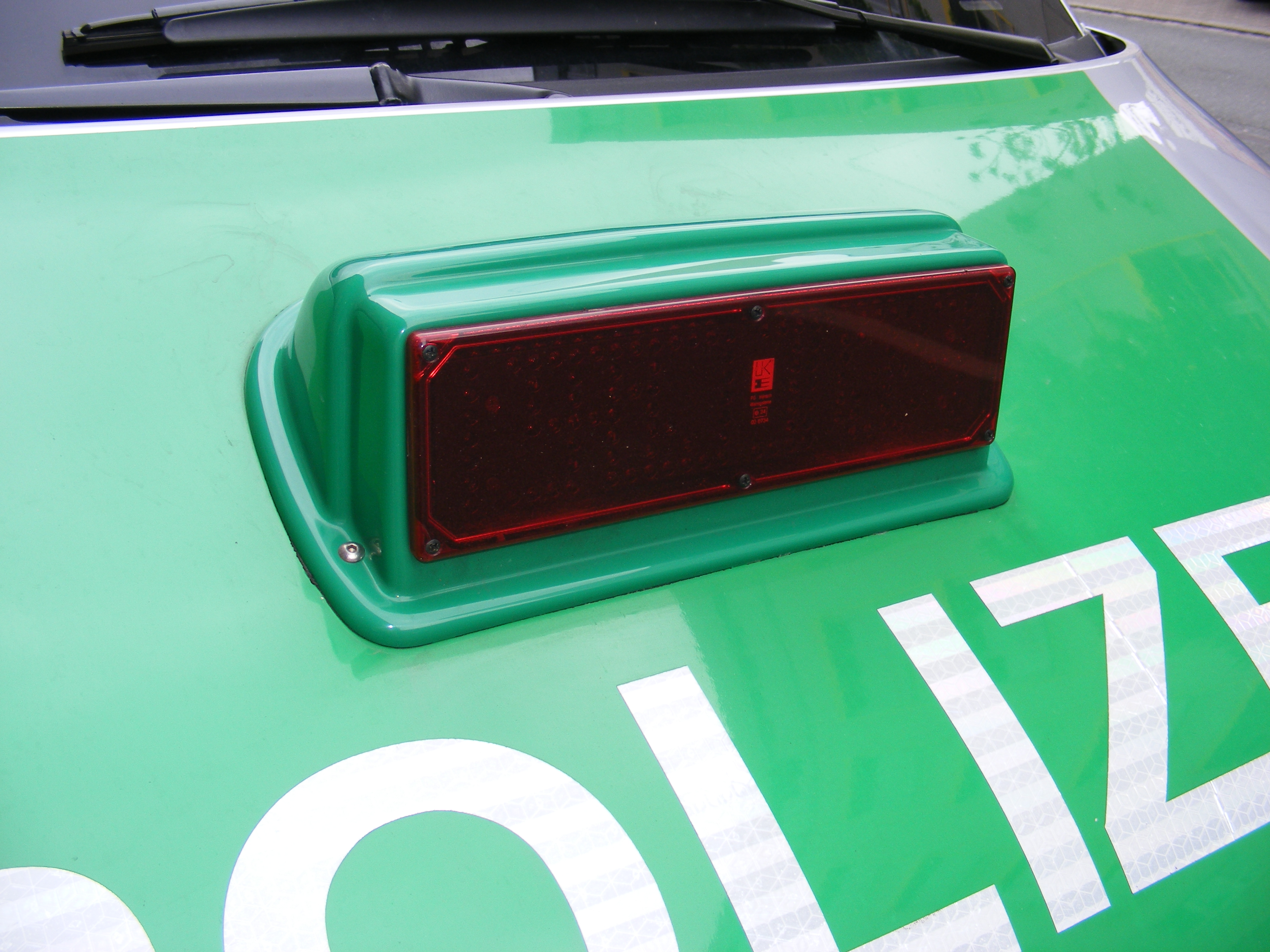
Anhaltesignalgeber auf der Motorhaube

## Schweiz
In der Schweiz sind die Anlagen über Verordnung über die technischen Anforderungen an Strassenfahrzeuge geregelt. Es handelt sich dabei um fakultative Beleuchtungsvorrichtungen, die durch die Zulassungsbehörde zu genehmigen sind und im Fahrzeugausweis eingetragen werden.

## Andere Länder
In den Niederlanden werden u. a. die Texte STOP POLITIE  und VOLGEN POLITIE auf LED-Matrixen verwendet.